# Esferopsidals
Els esferopsidals (Sphaeropsidales) són un ordre de fongs quitridiomicots de la classe dels celomicets (Coelomycetes).
Són fongs conidials on els conidis es formen en una cavitat que va creixent en el teixit del fong hoste. Les estructures fructíferes són esfèriques amb una obertura a l'àpex (picnidis).
Es poden distingir quatre famílies: Sphaeropsidaceae, Zythiaceae, Leptostromataceae i Excipulaceae. Els seus micelis creixen longitudinalment dins el miceli dels fongs hostes que parasiten.